# Conformació en ciclohexà

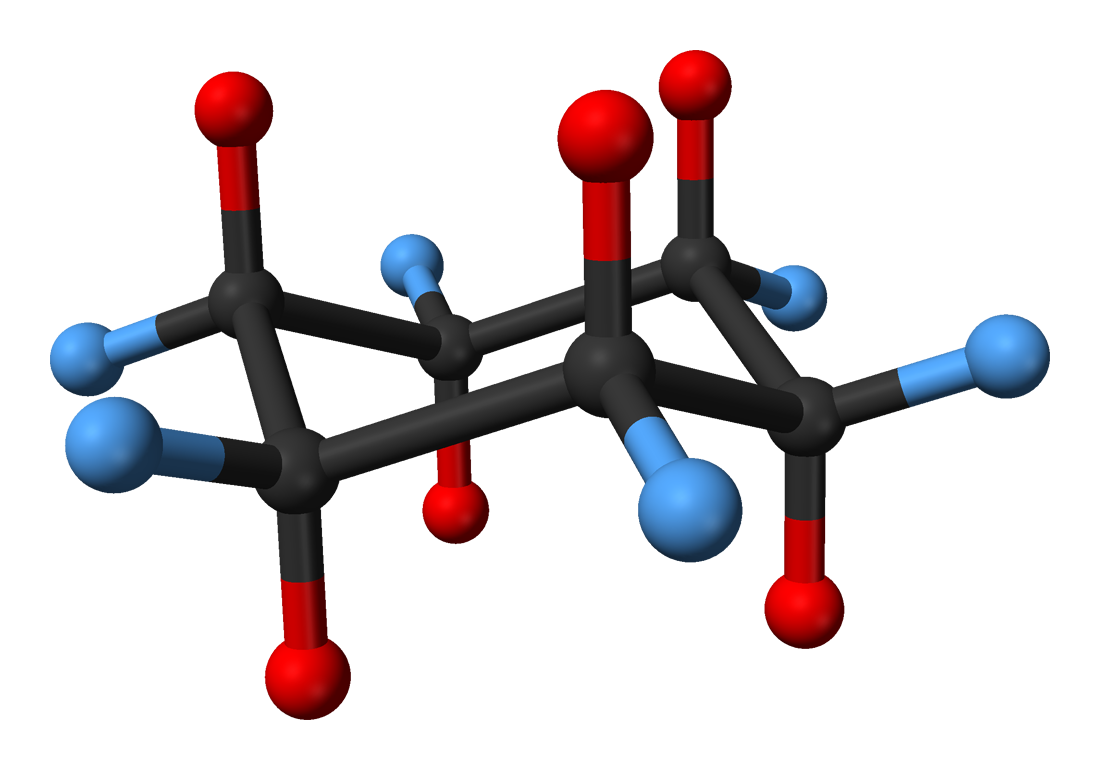
Una molècula de ciclohexà en conformació en cadira. Els àtoms d'hidrogen en posicions axials es mostren en vermell, mentre que els que estan en posició equatorial es mostren en blau.

Una conformació en ciclohexà és qualsevol de les formes en tres dimensions que una molècula de ciclohexà pot assumir mentre que es mantingui la integritat dels seus enllaços químics.
L'anell de ciclohexà tendeix a assumir certes conformacions no planars. Les formes més importants són anomenades en cadira, mitja cadira, bot, sobre, i twist. Aquesta molècula fàcilment passa d'una d'aquestes formes a l'altra.
Les conformacions del ciclohexà s'han estudiat molt en química orgànica perquè són un exemple d'isomerisme conformacional i tenen molta influència en les propietats físiques i químiques del ciclohexà.